# Ли, Ричард Харрис
Ри́чард Ха́ррис Ли́ (англ. Richard Harris Leigh, 16 августа 1943 года — 21 ноября 2007 года) — британский писатель американского происхождения, автор нескольких книг в жанре, который в России называют «альтернативной историей». Один из авторов книги «Святая Кровь и Святой Грааль», участник тяжбы против Дэна Брауна, написавшего роман «Код да Винчи».

## Биография и творчество
Ричард Ли родился в 1943 году в штате Нью-Джерси, его отец был американцем, мать — британкой. Сестрой Ли является астролог Лиз Грини. Получил степень бакалавра гуманитарных наук в Тафтском университете, магистра гуманитарных наук в Чикагском университете и Ph.D. по сравнительному литературоведению в Университете штата Нью-Йорк в Стоуни-Брук. Затем преподавал в Канаде, а в конце 1970-х годов переехал в Великобританию .
В Великобритании Ли познакомился с Майклом Бейджентом и Генри Линкольном, в соавторстве с ними, написал бестселлер «Святая кровь и святой Грааль» (англ. Holy Blood and Holy Grail), опубликованный в 1982 году .
Произведение выдавалось за научное исследование. В нём утверждалось, что династия франкских королей Меровингов происходила от потомков Христа, а тайну эту якобы хранила организация Приорат Сиона, о существовании которой стало известно в 1950-х годах. Позже было доказано, что «исследование» было фальшивкой.
В дальнейшем Бейджент и Ли написали ещё несколько популярных книг об альтернативном толковании истории: «Храм и ложа» (англ. The Temple and the Lodge, 1989), «Обман рукописей Мёртвого моря» (англ. The Dead Sea Scrolls Deception, 1991), «Тайная Германия: Клаус фон Штауффенберг и мистический крестовый поход против Гитлера» (англ. Secret Germany: Claus Von Stauffenberg and the Mystical Crusade Against Hitler, 1994), «Цепные псы церкви. Инквизиция на службе Ватикана» (англ. The Inquisition, 2000), «Эликсир и камень» (англ. The Elixir and the Stone: The Tradition of Magic and Alchemy, 2003).
В отличие от Бейджента, убежденного сторонника теории заговора, Ли не называл свои сочинения «документальными расследованиями», а причислял их к «гипотезам». По призванию Ли — беллетрист, в молодости написал не одну повесть, а в последние годы начал работу над мистическим романом.

## Иск против Дэна Брауна
В 2005 году Бейджент и Ли подали иск против автора «Кода да Винчи» Дэна Брауна, обвинив его в плагиате. Они утверждали, что писатель заимствовал сюжет из их книги «Святая кровь и святой Грааль». Интерес публики к делу в отношении автора мирового бестселлера оказался так велик, что издательство «Random House» переиздало «Святую кровь». В 2007 году Верховный суд Великобритании отклонил апелляцию и отказал Бейдженту и Ли в удовлетворении иска.
Ричард Ли скончался в 2007 году в Лондоне по причинам, связанных со сбоем в работе сердца.